# Старши, Ян
Ян Старши (словац. Ján Starší; 17 октября 1933, Соколче, Словацкая республика — 13 апреля 2019, Братислава, Словакия) — чехословацкий хоккеист и тренер. Серебряный и бронзовый призёр чемпионата мира как игрок, чемпион мира 1976 и 1977 годов как тренер. Член Зала славы ИИХФ с 1999 года.

## Биография
Ян родился в той же деревне, где спустя 7 лет на свет появился знаменитый канадский хоккеист словацкого происхождения Стэн Микита.
Ян Старши является воспитанником ХК «Липтовски Микулаш». За свою 14 летнюю игровую карьеру играл только за 2 команды: братиславский «Слован» и пражскую «Спарту». В 1960 году стал лучшим бомбардиром чемпионата Чехословакии, забросив 26 шайб. Трижды (в 1959, 1961 и 1963 годах) становился призёром чемпионатов мира.
После окончания игровой карьеры стал тренером. Тренировал немецкие клубы, а также «Слован» из Братиславы. Наибольших успехов достиг в качестве тренера сборной Чехословакии. Дважды (в 1976 и 1977 годах) был чемпионом мира как ассистент главного тренера сборной. Во время работы в Германии дважды становился чемпионом ФРГ: в 1981 году с «Риссерзее» и 1989-м с «Розенхаймом».
В 1999 году был принят в Зал славы ИИХФ.
В 2002 году его включили в Зал славы словацкого хоккея.
6 мая 2010 года был принят в Зал славы чешского хоккея.
13 апреля 2019 года умер в возрасте 85 лет.

## Достижения

### Игрок
- Чемпион Европы 1961
- Серебряный призёр чемпионата мира 1961 и чемпионатов Чехословакии 1960—62, 1964, 1965
- Бронзовый призёр чемпионатов мира 1959, 1963 и чемпионатов Чехословакии 1956, 1963, 1966
- Лучший снайпер чемпионата Чехословакии 1960 (26 шайб)

### Тренер
- Чемпион мира 1976, 1977
- Чемпион Бундеслиги 1981 и 1989
- Серебряный призёр чемпионатов мира 1974, 1975, 1978, 1979 и чемпионатов Чехословакии 1970, 1972
- Бронзовый призёр чемпионатов мира 1987 и чемпионатов Чехословакии 1969, 1971, 1973

## Статистика
- Чемпионат Чехословакии — 321 игра, 267 шайб
- Сборная Чехословакии — 73 игры, 29 шайб
- Всего за карьеру — 394 игры, 296 шайб